# Leptogenys myops
Leptogenys myops är en myrart som först beskrevs av Carlo Emery 1887.  Leptogenys myops ingår i släktet Leptogenys och familjen myror. Inga underarter finns listade i Catalogue of Life.